# یلنا آوانسوا
یلنا بوگدانی آوانسوا (ارمنی: Ելենա Բոգդանի Ավանեսովա؛ زاده ۷ فوریهٔ ۱۹۲۲ - درگذشته تاریخ نامعلوم) هنرمند سیرک اهل ارمنستان بود. وی بین سال‌های - تا - میلادی فعالیت می‌کرد.

## زندگی‌نامه
وی در ۷ فوریهٔ ۱۹۲۲ در مسکو در به دنیا آمد و از مدرسه دولتی سیرک و هنرهای متنوع (۱۹۳۷) فارغ‌التحصیل گشت. . وی همچنین برنده جوایزی همچون هنرمند شایسته ارمنستان شوروی شد. 

## یادداشت
1. ↑  Կրկեսային և էստրադային արվեստի պետական ուսումնարան